# Коробейниково (Шипуновський район)
Коробе́йниково (рос. Коробейниково) — село у складі Шипуновського району Алтайського краю, Росія. Входить до складу Зеркальської сільської ради.

## Населення
Населення — 280 осіб (2010; 373 у 2002).
Національний склад (станом на 2002 рік):
- росіяни — 96 %